# 托瑞·贝勒奇
萨尔瓦托雷·“托瑞”·贝勒奇（英語：Salvatore "Tory" Belleci，1970年10月30日—）是美国的一位电影制片人和模型制作师；以其参与的探索频道节目《流言终结者》而知名。

## 生平
出生于加利福尼亚州的蒙特雷市，大學在旧金山州立大学（San Francisco State University）就讀。

## 事業
他曾为工业光魔工作，参与了电影《星際大戰首部曲：威脅潛伏》与《星際大戰二部曲：複製人全面進攻》的制作。此外，他参与制作的电影还有《黑客帝国三部曲》、《凡赫辛》、《彼得·潘》、《星河战队》、《星河救兵》与《机器管家》等。